# Copiocera sinopensis
Copiocera sinopensis är en insektsart som beskrevs av Marius Descamps 1984. Copiocera sinopensis ingår i släktet Copiocera och familjen gräshoppor. Inga underarter finns listade i Catalogue of Life.